# Ultra Loin
Ultra Loin est une série télévisée française créée par Chloé Léonil et Etienne Chedéville.
Elle est diffusée depuis le 1er septembre 2022 sur la plateforme France.tv et sur La 1ère.
La première saison est diffusée sur les antennes de La 1ère durant la saison 2022-2023.
La seconde saison est proposée sur la plateforme France.tv et sur La 1ère depuis le 14 septembre 2023.

## Synopsis
Dix jeunes ultra-marins venant de tous les territoires de l'Outre-mer s'installent dans une colocation de la région parisienne. La série suit l'évolution et l'intégration de ces colocataires.

## Distribution
- Frédéric Lapinsonniere : Guillaume
- Chara Afouhoye : Emilie
- Olenka Ilunga : Camille
- Malaurie Lefevre : Mallory
- Gauderic Malejec : Thibaut
- Shékina Mangatalle-Carey : Shékina
- Arnold Mensah : Amingo
- Giovani Mole : Jordan
- Owen Pipite : Loé (saison 2)
- Laurence Roustandjee : Virginie (saison 2)

## Épisodes

### Saison 1 (2022)
1. Les derniers arrivés
2. Pour moi, la France...
3. La Toussaint d'Henriette
4. Le coup de la panne
5. L'esprit de Noël
6. Le carnaval...de Chatou
7. L'heure des exams
8. Les promesses d'avenir

### Saison 2 (2023)
1. Celle qu'on n'attendait plus
2. La visite surprise
3. Bienvenue à saveurs d'Outre-Mer
4. Joyeux Noël...ou pas
5. Le nouvel an chinois
6. La tombola
7. La dernière danse
8. Les plages normandes

## Commentaires
- La saison 1 et la saison 2 sont tournées à Chatou, respectivement en mars 2022 et avril 2023[2]. En saison 2, plusieurs scènes sont tournées à Dieppe, en Normandie[3].
- Xavier Leherpeur, journaliste à France Inter dresse une critique positive de la première saison, la jugeant enlevée, caustique et politique[4]. Valérie Perlan, journaliste à Ouest France, lui trouve un petit côté décousu, loufouque et réjouissant[5].